# Богданово (област Бургас)
 За другото българско село вижте Богданово (Област Сливен).  
Богданово (до 1934 г. Българско Алагюн) е село в Югоизточна България. То се намира в община Средец, област Бургас.

## География
Село Богданово се намира в планински район, на 36 km от общинския център Средец и на 66 km от областния център Бургас. В близост тече Селската река, вливаща се във Факийска река.
200 – 230 m. n m.h.

## История
Има останки от тракийско поселище. Селото е основано в началото на XIX век от български преселници от Варовник, тогава Турско Алагюн. До 1934 г. носи името Българско Алагюн. Родно село на легендарната българска народна певица Янка Рупкина, прославила странджанската песен и българското народно пеене по целия свят.

## Население

### Етнически състав
Преброяване на населението през 2011 г.
Численост и дял на етническите групи според преброяването на населението през 2011 г.:
|                     | Численост |
| Общо                | 60        |
| Българи             | 59        |
| Турци               | -         |
| Цигани              | -         |
| Други               | -         |
| Не се самоопределят | -         |
| Неотговорили        | -         |

## Религии
Източно православие, като повечето селяни пенсионери са религиозни, но не са фанатици. За разлика от съседното село Варовник, преди наричано Турско Алагюн, в Богданово почти е нямало и няма турци и мюсюлмани. Тези, които са живеели тук след Освобождението през 1878 година, са избягали в Анадола. Съществува църква, основана около 1860 г. 98 % са християни 2% – невярващи.

## Обществени институции
От 2008 г. кметски наместник е Райко Пеев. Срещу магазина в центъра на селото е спирката за рейса, а до нея е сградата на съвета, в която се намира пощата, кметът, докторът. Наблизо е и хоремагът, който работеше докъм 2000 година – вече е една изоставена голяма сграда, преди е била читалище, но никой кмет не я оправя. Има и фурна – все още работи. Има и едно изоставено училище, затворено през 1977 година. Има също магазин и кръчма. През 2023 г. селото си има нов кметски наместник - Алекси Стоянов

## Културни и природни забележителности
В южната част от землището на Богданово се намира пещерата Тангъръчката дупка. От селото се наблюдава възвишението Двата Близнака. През 1998 г. бе разкрита тракийска погребална могила, която вече е била разкопавана от иманяри. Според легенди някъде в селото има чешма, под която стои заровен казан с 40 килограма злато. Между изоставеното училище и пощата (съвета) има паметник на Георги Янчев – най-известният комунист от селото.

## Стопанство
Векове наред селото е било изолирано и затова тук се е развивало селското стопанство преди всичко друго – само така хората са можели да задоволят основните си нужди от храна. Асфалтиран път, ток и вода докарват едва след периода на индустриализация в 60-70-те години на 20 век. След 9 септември 1944 г. в България се налага комунизъм и започват да се правят ТКЗС (кооперации). Селяните не искат държавата да им прибере добитъка и земята, но в крайна сметка са принудени да приемат и това, а по късно много напускат селото за да търсят по-добро препитание в града. Това довежда до упадъка на Богданово, както и на много други села. След разтурянето на ТКЗС е основана земеделска кооперация „Изворите“. Понастоящем от нея не се обработва нито един декар. Традиционен поминък е животновъдството (главно пасищно свиневъдство). Земеделието е застъпено в по-малки мащаби.

## Други
Има автобусни линии от Бургас към Богданово два пъти седмично (четвъртък и неделя от 16 часа). През зимата, когато пада сняг, пътят е затворен.

### Кухня
В Богданово се консумира главно хляб. За деликатес се считат бели бъбреци (свински тестиси). Пие се ракия, пелин и червено вино алжирка. Популярен е и т.нар. облак – смес от мастика и ментовка. Запазени са сведения за древната попара „преснак“, приготвяна от прясно мляко и хляб.

## Личности
- Никола Стоянов (1878 – ?), деец на ВМОРО, участник в Илинденско-Преображенското въстание в 1903 година с четата на Лазар Маджаров в Одринско[3]
- Пею Янчев (1931 – 2012), български офицер, генерал-майор